# Uja di Corio
L'Uja di Corio (2.145 m s.l.m.), a volte detta Cima dell'Uia, è una montagna situata in Piemonte, appartenente alle Alpi Graie (e, più in dettaglio, alle Alpi di Lanzo e dell'Alta Moriana). 
Si trova in provincia di Torino, al confine tra i territori dei comuni di Corio Canavese e Canischio ed a breve distanza da quello di Sparone.

## Toponimo
L'appellativo Uja, a volte reso come Uia, significa nel patois delle Valli di Lanzo ago o punta aguzza. Varie montagne hanno questa denominazione, come l'Uia di Bessanese, o Uia di Mondrone, o Uia di Calcante. Nel dialetto di Corio, piemontese canavesano, si dice l'Êja, che appunto significava 'ago'

## Descrizione

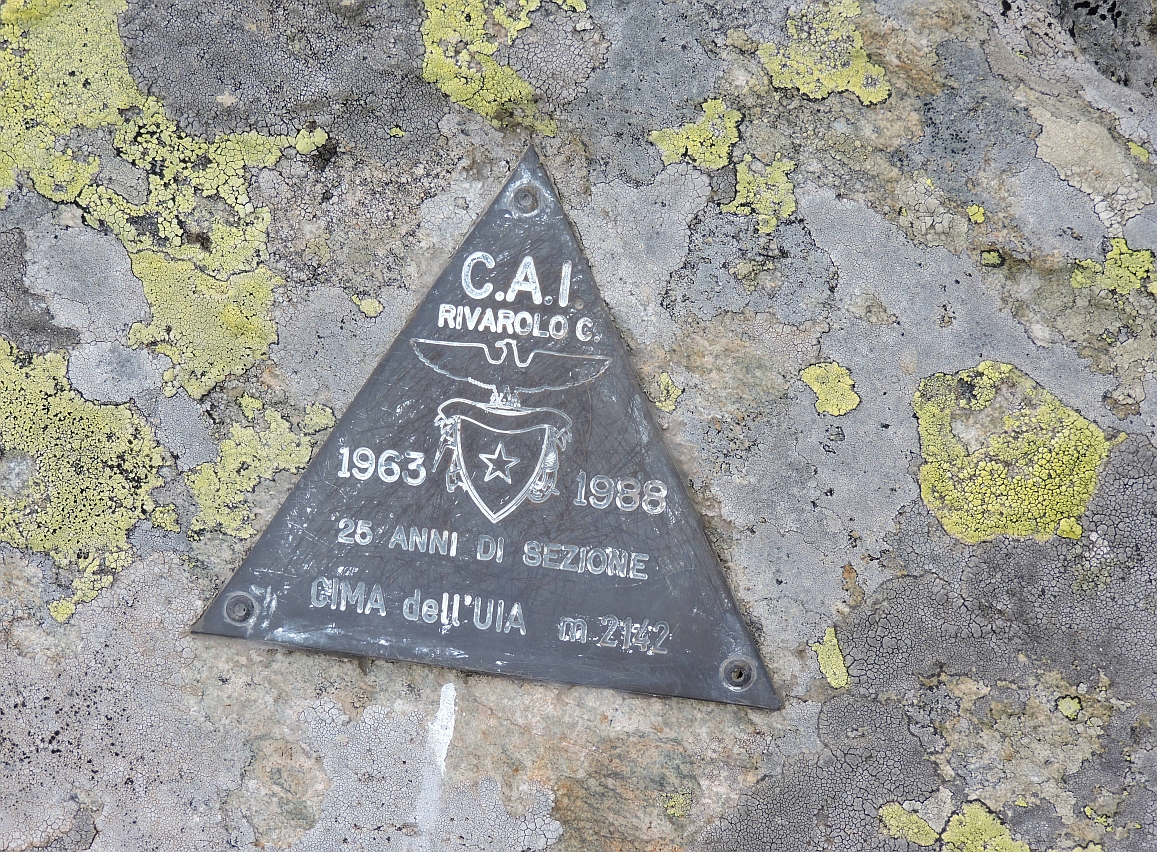
La placca del CAI sulla cima

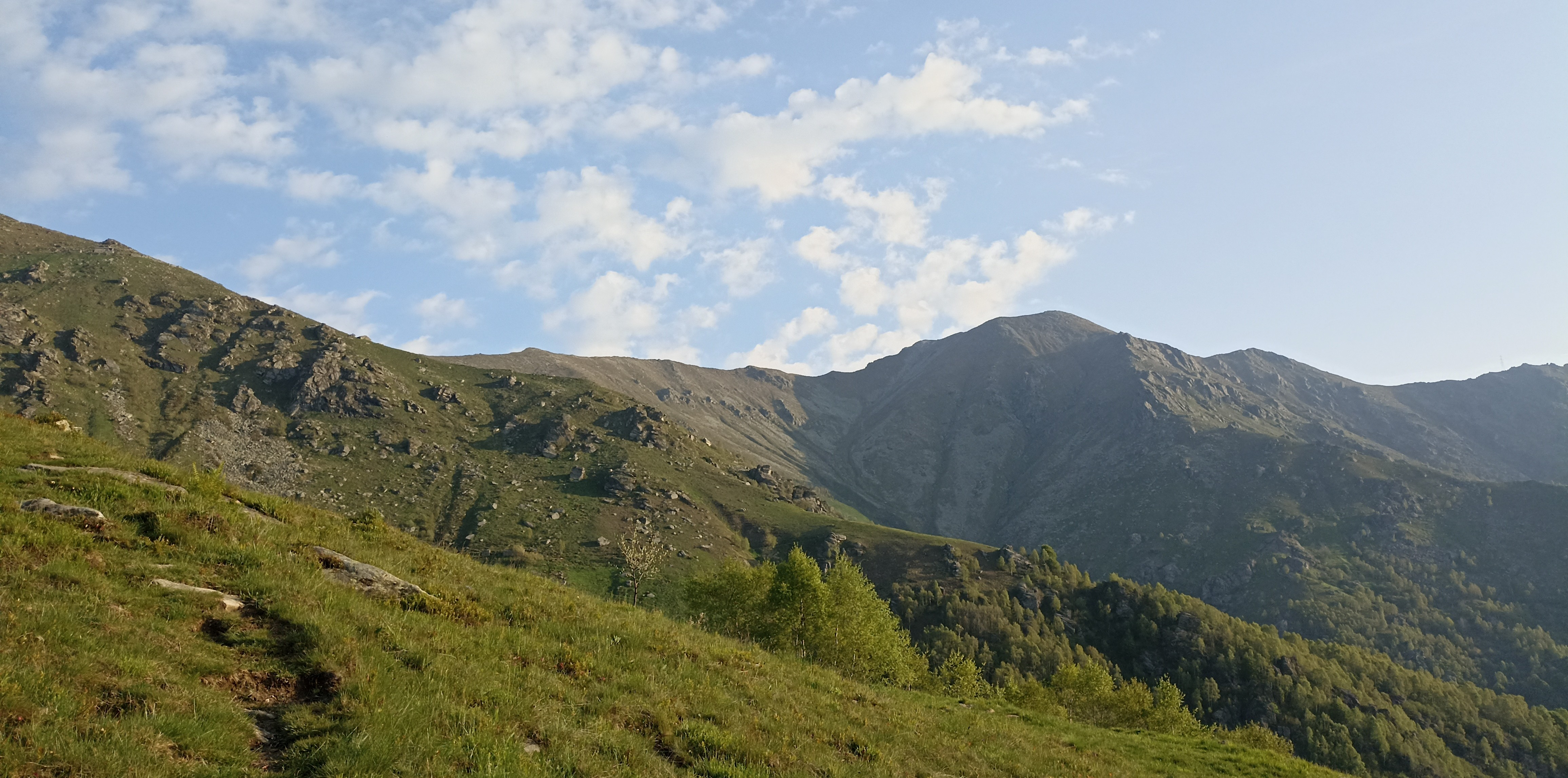
La montagna come si presenta salendo da Corio al rifugio Peretti Griva.

L'Uia di Corio è situata sullo spartiacque che separa la Valle dell'Orco (a nord) dalla valle del Malone (a sud). Una sella a 1898 metri di quota la separa verso est dal Monte Soglio mentre verso ovest lo spartiacque prosegue con il Bric Volpat (2131 m) e il colle della Croce d'Intror (1947 m), dal quale risale poi alla cima dell'Angiolino (2168 m).
Sulla cima si trova il punto geodetico trigonometrico dell'IGM denominato Cima Dell'Uia (cod. 042063). Sul punto culminante si trova anche una placca metallica triangolare posizionata dal CAI di Rivarolo Canavese in occasione del centenario della propria fondazione.

## Accesso alla cima
La cima della montagna è accessibile con una breve digressione per cresta dall'Alta via Canavesana. La difficoltà dell'itinerario è stimata in E.